# Réquiem (The X-Files)
«Requiem» es el vigésimo segundo episodio y el final de la séptima temporada de la serie de televisión de ciencia ficción The X-Files, y el episodio 161 del programa en general. Se estrenó en la cadena Fox en los Estados Unidos el 21 de mayo de 2000. El episodio fue escrito por Chris Carter y dirigido por Kim Manners. El episodio ayudó a explorar la mitología general de la serie. «Requiem» obtuvo una calificación Nielsen de 8,9, siendo visto por 15,26 millones de espectadores en su emisión inicial. El episodio recibió críticas en su mayoría positivas de los críticos de televisión. Muchos aplaudieron la forma en que hizo que la mitología extraterrestre cada vez más marginada de la serie volviera a ser relevante, aunque otros lamentaron la pérdida parcial de David Duchovny.
El programa se centra en los agentes especiales del FBI Fox Mulder (Duchovny) y Dana Scully (Gillian Anderson) que trabajan en casos relacionados con lo paranormal, llamados expedientes X. Mulder cree en lo paranormal, mientras que la escéptica Scully ha sido asignada para desacreditar su trabajo. En este episodio, Mulder y Scully regresan juntos al lugar de su primera investigación cuando se produce una serie de abducciones. Sin embargo, el deterioro de la salud de Scully y la preocupación de Mulder de que ella esté en peligro hacen que él la saque del caso. Mientras tanto, el fumador (William B. Davis) —en su lecho de muerte— se reencuentra con Marita Covarrubias (Laurie Holden) y Alex Krycek en un intento de revivir la conspiración.
«Requiem» fue un hito en la historia de la serie, que presenta la abducción extraterrestre de Mulder. Mulder aparecería esporádicamente en las últimas dos temporadas, solo regresando para aproximadamente la mitad de los episodios en la octava temporada y solo dos episodios en la novena temporada. Sin embargo, antes de ser renovada para otra temporada, muchos creían que el episodio serviría como el final de la serie. Como tal, se incorporaron muchos elementos del episodio piloto del programa para cerrar el programa y ayudarlo a convertirse en una franquicia cinematográfica.

## Argumento
En Bellefleur, Oregón, el detective del Departamento del Sheriff, Miles, conduce hasta la escena de un accidente aéreo reportado en el bosque. Cuando llega Miles, se corta la electricidad de su automóvil y choca. Después de salir del vehículo, Miles herido encuentra a otro ayudante del sheriff, Ray Hoese, inconsciente en su patrullero. Miles se enfrenta repentinamente a un hombre idéntico a Hoese que está sangrando líquido verde, lo que indica que es un cazarrecompensas extraterrestre. Más tarde, en Túnez, Marita Covarrubias gestiona la liberación de Alex Krycek de una colonia penal. Al regresar a los EE. UU., los dos se encuentran con el fumador en silla de ruedas, quien les dice que una nave extraterrestre se estrelló en Oregón. El fumador ve el accidente como una oportunidad para reconstruir el Proyecto, pero afirma que encontrarlo será complicado.
En Oregón, dos adolescentes, Gary y Richie, están explorando el lugar del accidente cuando se encuentran con el detective Miles, quien niega cualquier accidente o el incendio que se informó en el área. Mientras atraviesan el área solos, Gary es levantado del suelo y sacudido por una fuerza invisible, y Richie, aunque está a unos pocos metros de él, no puede verlo. Mientras tanto, en Washington, Fox Mulder recibe una llamada de Billy Miles, un abducido de Bellefleur a quien los agentes encontraron siete años antes. El joven Miles le cuenta sobre la desaparición de Hoese y su preocupación de que las abducciones hayan comenzado nuevamente.
A la mañana siguiente, Mulder y Dana Scully llegan a Bellefleur, donde investigan el camino donde ocurrieron los incidentes. Al conocer a Billy, descubren que se ha convertido en un oficial de policía local. Los agentes también se encuentran con el «Detective Miles», sin saber que es un cazarrecompensas disfrazado que ha matado al padre de Billy. En la escena de la desaparición de Hoese, Scully encuentra tres casquillos de bala, lo que indica que el ayudante disparó su arma antes de desaparecer. Los agentes luego hablan con la esposa de Hoese y se sorprenden cuando se revela que es Theresa Nemman, una de las otras abducidas en 1992. Más tarde, mientras revisa los archivos del caso, Scully se enferma.
Esa noche, Theresa es despertada por alguien en su puerta. Mulder y Scully llegan a su casa y descubren que la policía está investigando, y Billy les informa que Theresa fue secuestrada en la noche. Scully de repente siente náuseas, para gran preocupación de Billy, pero rápidamente se reincorpora. Más tarde, mientras investiga el lugar del accidente, Scully es levantada y sacudida al igual que Gary. Mulder la encuentra casi desmayada en el suelo. Mientras tanto, Billy entra en su casa y apunta con su arma al hombre que parece ser su padre. Después de la confrontación, Billy renuncia a su arma, momento en el que el otro hombre se transforma físicamente y se revela como el Cazarrecompensas. En ese momento, Mulder y Scully se detienen y entran a la casa, sin poder localizar a Billy ni a su padre.
Cuando Mulder y Scully regresan a Washington, Walter Skinner se acerca a ellos en su oficina, donde se les unen Marita y Krycek. Marita revela que el fumador se está muriendo y que quiere encontrar el ovni en Oregón para reiniciar el proyecto. Krycek les informa que el ovni está escondido detrás de un campo de fuerza. El grupo, junto con los Pistoleros solitarios, encuentran pruebas que señalan la ubicación del ovni. Mulder le deja claro a Scully que está preocupado por su salud y se niega a dejar que lo acompañe de regreso a Oregón. En respuesta a su preocupación, Scully se niega a dejar que Mulder regrese solo; Skinner acompaña a Mulder en su lugar.
Mientras investigan el incidente en Washington, Scully y los Pistoleros solitarios encuentran evidencia de que era Mulder, no Scully, quien estaría en peligro en el sitio de abducción en Oregón. Sin embargo, inmediatamente después de descubrir esto, Scully se enferma a tal grado que los Pistoleros solitarios la llevan de urgencia al hospital. Mientras tanto, Mulder y Skinner viajan al bosque, equipados con láseres para encontrar el ovni. Al darse cuenta de un lugar donde los láseres cesan en el aire, Mulder camina a través del campo de fuerza. Encuentra y se une a un grupo de abducidos, incluidos Billy y Theresa, parados debajo de un pilar de luz de un ovni; pronto son abordados por el cazarrecompensas. Mulder desaparece con el grupo mientras Skinner, atónito, presencia la partida del ovni.
En el complejo Watergate, Krycek y Marita vienen a visitar al fumador, quien ya es consciente del fracaso de su plan pero se resigna a su destino. Con Marita reteniendo a su asistente, Krycek empuja al fumador fuera de la habitación y lo arroja por un tramo de escaleras, presumiblemente matándolo. Después de ser hospitalizada, Scully le dice a Skinner que, aunque no puede entenderlo, y que es importante que lo mantenga en secreto, está embarazada.

## Producción

### Trasfondo y escritura

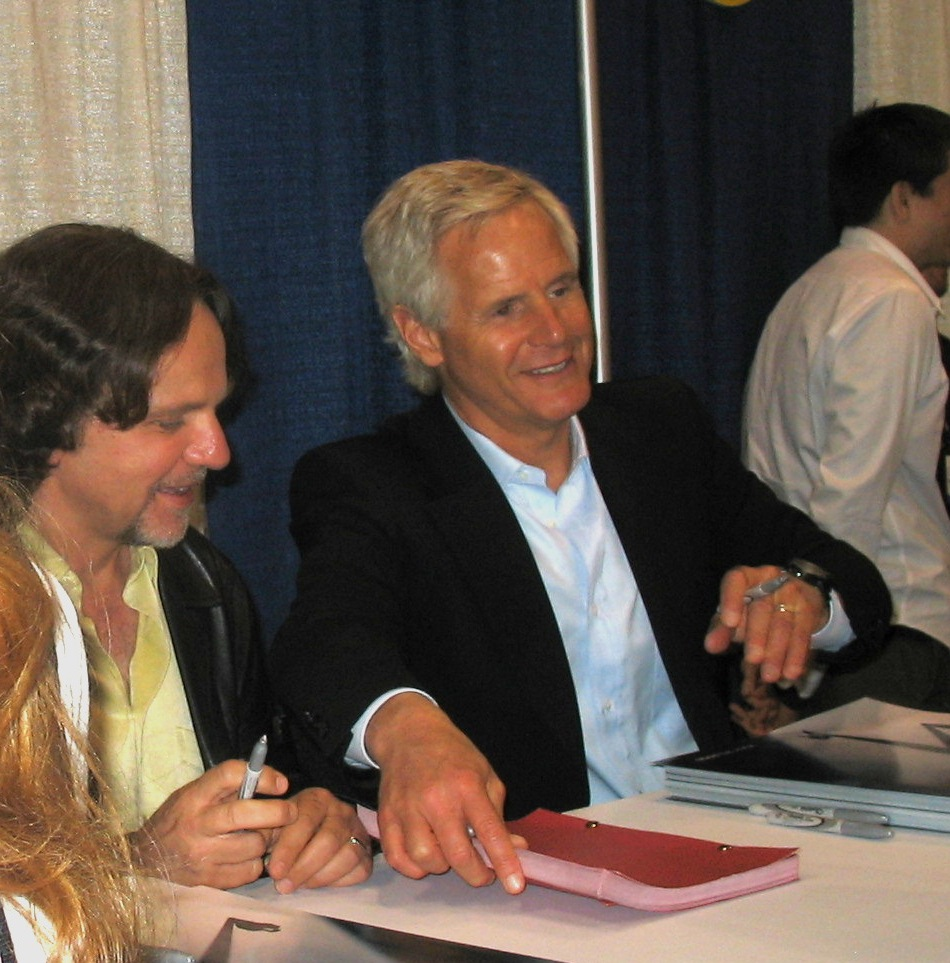
El episodio fue escrito por el creador de la serie Chris Carter (derecha).

Mientras la filmación de la séptima temporada estaba en marcha, muchos miembros del equipo sintieron que el programa había entrado en su última temporada. El productor ejecutivo Frank Spotnitz explicó más tarde que «había un sentimiento bastante fuerte dentro y fuera del programa de que era hora de terminar». A medida que avanzaba la temporada, sin embargo, surgió la idea de producir otra temporada. Paul Rabwin explicó que «nos encontramos comenzando a energizarnos nuevamente. [...] A medida que nos acercábamos al final de la temporada, todos estaban un poco esperanzados». Como tal, cuando llegó el momento de escribir «Requiem», los productores consideraron varias formas de lidiar con el episodio. La primera idea fue que «Requiem» pudiera servir como final de serie. Otra idea que surgió fue que el episodio podría terminar en un final en suspenso, dando lugar a una octava temporada o una película de X-Files. Se eligió la primera idea, lo que llevó al creador de la serie Chris Carter a escribir «Requiem» como transición a la octava temporada.
| Alguien me había enviado algunos de esos clips de YouTube que la gente reunió de todos los momentos íntimos entre Mulder y Scully. Y algunas cosas me impactaron; una fue la cantidad de ternura que había entre ellos. Las miradas de comprensión entre ellos y la claridad de que estábamos allí el uno para el otro; y luego estaba la cantidad de veces que realmente nos tocamos las manos, o nos besamos en la mejilla o en la frente o incluso en los labios a veces. Hubo mucho de eso. ——Gillian Anderson, sobre la relación entre Mulder y Scully. |

«Requiem» intentó cerrar varios aspectos de la serie. En una secuencia, Alex Krycek arroja al fumador por un tramo de escaleras, presumiblemente hasta su muerte. Nicholas Lea, el actor que interpretó a Krycek, señaló: «Ese es uno de los grandes momentos del personaje, cuando empujo a Bill Davis por unas escaleras. En cierto sentido, no tiene nada que perder porque su vida se ha quemado. Así que la muerte no tiene el mismo terror que tendría para un joven feliz». El episodio también presentó varios momentos tiernos entre Mulder y Scully, que muchos fanáticos encontraron «casi pornográficos en el contexto de su largo y casto noviazgo», según Matt Hurwitz y Chris Knowles en su libro The Complete X-Files. Gillian Anderson, sin embargo, defendió los momentos, argumentando que hubo una gran cantidad de romance entre Mulder y Scully antes de «Requiem». La escena final, en la que Scully revela que está embarazada, se escribió el día anterior a la filmación. Carter se contuvo porque «no quería crear algo que dejara que el gato saliera de la bolsa y le diera a alguien la oportunidad de estropear nuestra diversión».

### Reparto y rodaje

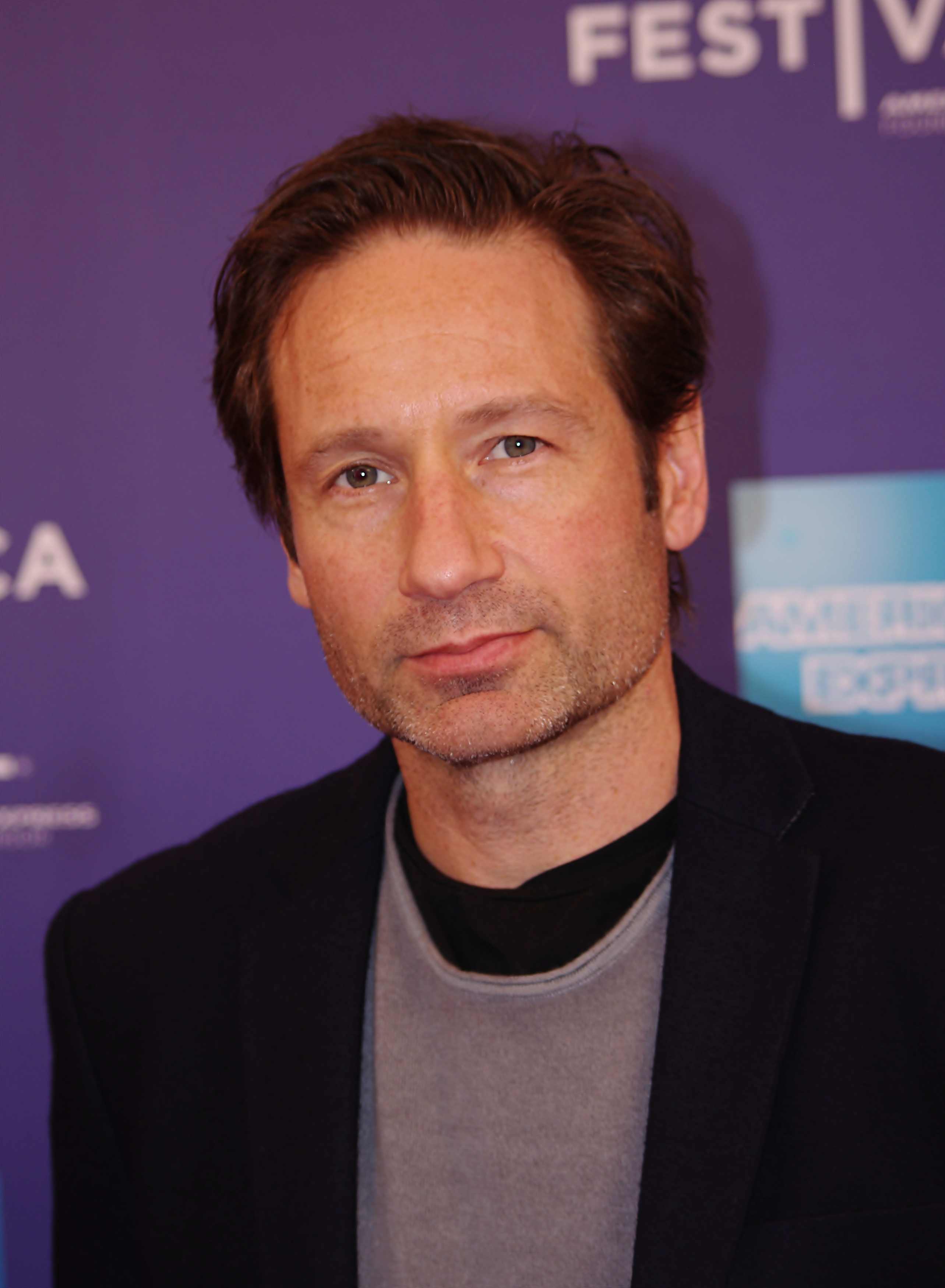
«Requiem» vio la partida parcial del personaje de David Duchovny, Fox Mulder, a través de una abducción extraterrestre.

Debido a que existía la posibilidad de que la séptima temporada fuera la última, el personaje de Billy Miles, interpretado por Zachary Ansley y que apareció originalmente en el episodio piloto, fue traído nuevamente y presentado en «Requiem» para cerrar el círculo de la serie. Ansley también aparecería en varios episodios de la octava temporada. Después de la conclusión del episodio, David Duchovny expresó su deseo de dejar la serie. Explicó: «Era una especie de agente libre después de la séptima temporada, y para mí, no había mucho más que hacer en términos del personaje. Así que realmente se trataba de querer seguir otras partes de mi carrera como escritor. director y actor». Comenzaron a correr rumores, que finalmente se confirmaron, de que otro personaje tomaría el lugar de Mulder. Muchos fanáticos en Internet creían que Mitch Pileggi, quien interpretó a Walter Skinner, asumiría el papel; Más tarde, Pileggi llamó a esta suposición «ridícula».
El episodio fue dirigido por Kim Manners. Originalmente, Carter había planeado dirigir el episodio él mismo, pero finalmente sintió que Manners lo manejaría mejor. Manners señaló más tarde que se sentía «muy honrado» por este gesto. El rodaje principal del episodio comenzó en el estudio de sonido 5 en el lote de 20th Century Fox el 20 de abril de 2000. Debido a que se supone que gran parte de este episodio, así como el piloto, tienen lugar en la misma ciudad ficticia de Bellefleur, Oregón. Esto causó un problema, ya que el piloto había sido filmado originalmente en Lynn Valley en el norte de Vancouver, Columbia Británica, en la Reserva de Conservación del Bajo Seymour, anteriormente conocida como el Bosque de Demostración Seymour. Dado que la producción se había mudado de Vancouver a Los Ángeles después de la conclusión de la quinta temporada, se necesitaba una ubicación local de California para reemplazar a Oregón. En consecuencia, cuando el elenco y el equipo de la serie terminaron de filmar en el lote de Fox, se mudaron al resort Big Bear, ubicado cerca de Big Bear Lake, California, que evocaba mucho a Vancouver, proporcionando así un «telón de fondo ideal» para el episodio.
El episodio contó con varios efectos elaborados, creados a través de medios digitales y físicos. La escena en la que Scully se encuentra con un campo de fuerza alienígena se creó con el uso de un arnés de efectos especiales. El productor de efectos Bill Millar creó muchos de los efectos especiales para el episodio, incluidas tomas de la nave extraterrestre y su interacción con las personas, en un edificio en Big Bear. El episodio contiene una toma del detective Miles transformándose en el cazarrecompensas extraterrestre, lo que requirió que varias tomas de Leon Russom y Brian Thompson se empalmaran a través de tecnología de pantalla azul. El productor Paul Rabwin calificó la toma en este episodio como «una de las mejores transformaciones que hemos hecho».

## Temas

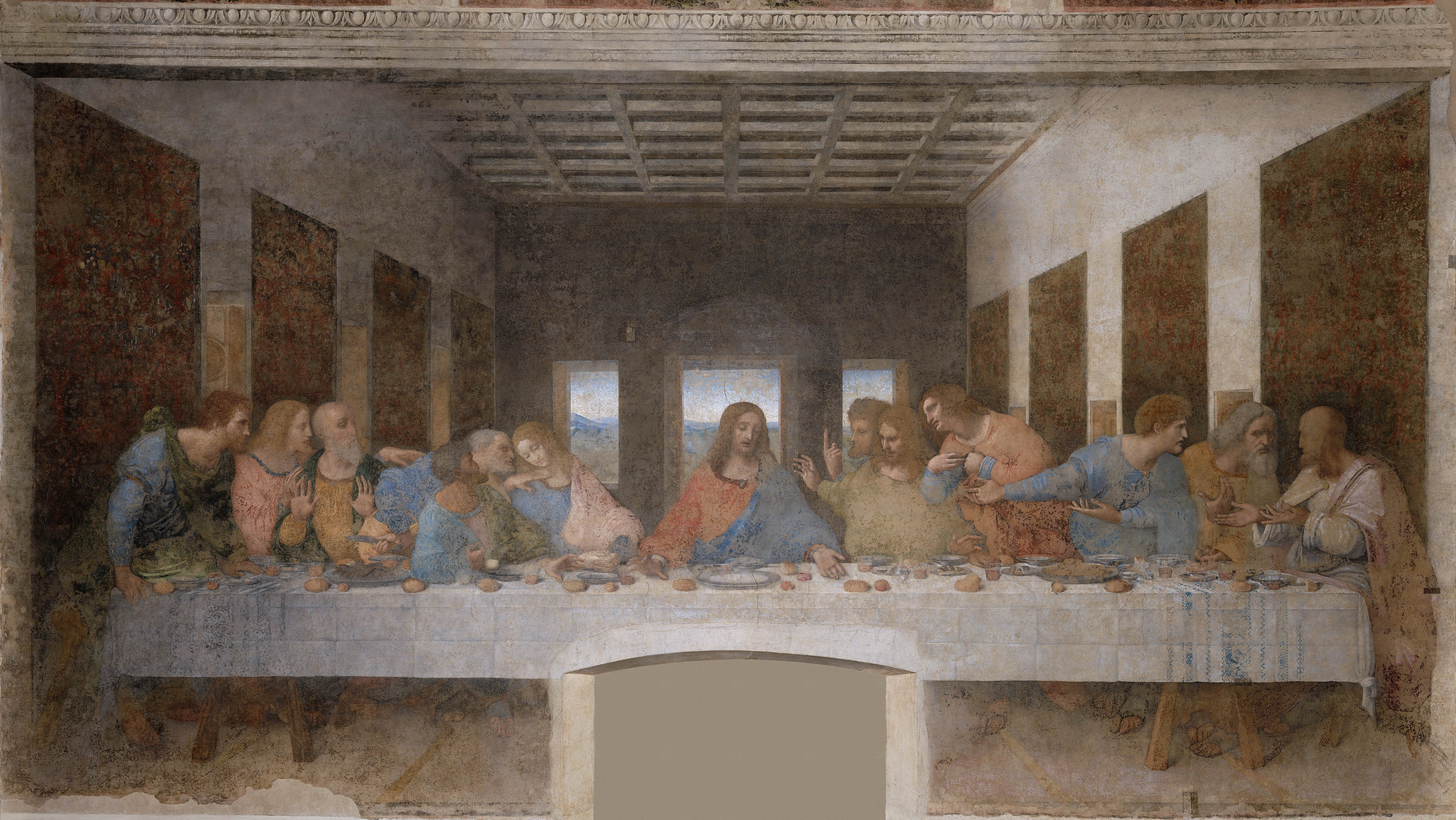
La escena en la oficina de Skinner es una referencia a La última cena, una pintura de Leonardo da Vinci

«Requiem» explora el deseo de Mulder de dejar atrás su búsqueda de la verdad. Michelle Bush, en su libro Myth-X señala que el tema del episodio, en un sentido coloquial, es que Mulder «se da cuenta de que tal vez es hora de salir del auto». La ironía del episodio, sin embargo, es que tan pronto como Mulder descubre una prueba absoluta de la existencia de vida extraterrestre, lo abducen y se lo llevan.
Mientras está en la oficina de Skinner, los ángulos de cámara y la posición de los personajes recuerdan la famosa pintura de Leonardo da Vinci La última cena. Skinner está de pie en el lugar de San Pedro y Scully está de pie en el lugar de Judas Iscariote. Bush argumenta que, de esta manera, el programa sugiere que Scully, como Judas, afecta directamente el destino del salvador, en este caso Mulder. Ella señala que las acciones de Scully resultan en un destino que «no podría realizarse sin su participación». Esta no es la primera vez que se compara a Scully con Judas en el programa: el episodio anterior «The Sixth Extinction II: Amor Fati» (que está fuertemente inspirado en la novela de Nikos Kazantzakis La última tentación de Cristo) presenta a Scully en un papel con paralelos literarios directos a la interpretación heroica de Judas de Kazantzakis.

## Recepción

### Audiencia
«Requiem» se emitió por primera vez en Fox en los Estados Unidos el 21 de mayo de 2000. Este episodio obtuvo una calificación de Nielsen de 8,9, con una participación de 14, lo que significa que aproximadamente el 8,9 por ciento de todos los hogares equipados con televisión y el 14 por ciento de hogares que miraban la televisión, estaban sintonizados en el episodio. Fue visto por 15,26 millones de espectadores. «Requiem» marcó una disminución del 3,8 por ciento en los espectadores desde el final de la sexta temporada, «Biogenesis» y una disminución del 14,4 por ciento desde el estreno de la séptima temporada, «The Sixth Extinction». Fox promovió el episodio con el lema «En 1993, dos agentes del FBI investigaron una abducción extraterrestre. Fue su primer caso juntos. Ahora, siete años después... también podría ser el último». El 13 de mayo de 2003, el episodio fue lanzado en DVD como parte de la séptima temporada completa. Dos años más tarde, el episodio se incluyó en The X-Files Mythology, Volume 3 – Colonization, una colección de DVD que contiene episodios relacionados con los planes de los colonizadores extraterrestres para apoderarse de la tierra.

### Reseñas
El episodio recibió críticas en su mayoría positivas de los críticos. Emily VanDerWerff de The A.V. Club otorgó al episodio una «B+». Argumentó que el episodio fue «el mejor final de temporada en suspenso que jamás haya hecho el programa», y lo comparó con el final de la segunda temporada «Anasazi»; señaló que si bien el último episodio fue «bastante sorprendente», «Requiem» tiene «una finalidad» y una «sensación de que nada volverá a ser igual» que hizo que su final de suspenso funcionara. VanDerWerff también escribió que las referencias al episodio piloto ayudaron a mostrar cuánto había evolucionado la serie en siete años. Tom Kessenich, en su libro Examinations, le dio al episodio una crítica en gran parte positiva. A pesar de lamentar la pérdida de Fox Mulder, señaló que «la verdad es que The X-Files ha sido un programa como ningún otro y “Requiem” demostró una vez más que realmente hay un lugar para la magia, la belleza y el amor en la pantalla chica y yo estoy encantado de haberlo presenciado durante siete temporadas». Más tarde, Kessenich nombró al episodio como uno de los «25 mejores episodios de todos los tiempos» de The X-Files, ubicándolo en el puesto 20.
Kenneth Silber de Space.com calificó el episodio de «intrigante» y consideró que mientras The X-Files «fracasó» durante gran parte de su séptima temporada, «Requiem» marcó «un regreso muy necesario a esa mitología», y que preparó «el escenario para lo que podría ser una octava temporada interesante». Rich Rosell de DigitallyObsessed.com otorgó al episodio 4,5 de 5 estrellas y escribió que «Muchos personajes inesperados regresan para el final de suspenso de la temporada [...] Pero eso es todo un escaparate para un trío de grandes sorpresas que concluyen la temporada 7, en lo que muchos consideran la sentencia de muerte del programa, o tal vez solo un final adecuado». Robert Shearman y Lars Pearson, en su libro Wanting to Believe: A Critical Guide to The X-Files, Millennium & The Lone Gunmen, calificaron el episodio con cuatro estrellas de cinco. Los dos notaron que, a pesar de que culminó una temporada «mediocre», el episodio logró proporcionar un suspenso lo suficientemente bueno como para mantener a los fanáticos hasta el estreno de la octava temporada. Shearman y Pearson señalaron además que «contra todo pronóstico, después de todas las decepciones del año, “Requiem” es lo suficientemente fuerte como para dejar a la audiencia con ganas de más».
Paula Vitaris de Cinefantastique le dio al episodio una crítica más mixta y le otorgó dos estrellas de cuatro. A pesar de señalar que el episodio fue «el mejor episodio de mitología y final de temporada en años», calificó el final del episodio como «uno de los pasos en falso más atroces hasta ahora en la mitología de The X-Files».